# IC 2219
IC 2219 је спирална галаксија у сазвјежђу Рак која се налази на листи објеката дубоког неба у Индекс каталогу.
Деклинација објекта је + 27° 26' 14" а ректасцензија 8h 2m 36,5s. Привидна величина (магнитуда) објекта IC 2219 износи 13,7 а фотографска магнитуда 14,4. Налази се на удаљености од 69,937 милиона парсека од Сунца. IC 2219 је још познат и под ознакама UGC 4180, MCG 5-19-35, CGCG 148-100, IRAS 07595+2734, PGC 22565.